# Wilhelm-Gymnasium (Hamburg)
Das Wilhelm-Gymnasium ist ein traditionsreiches humanistisches Gymnasium mit Musikzweig in Hamburg-Harvestehude.

## Geschichte und Gebäude

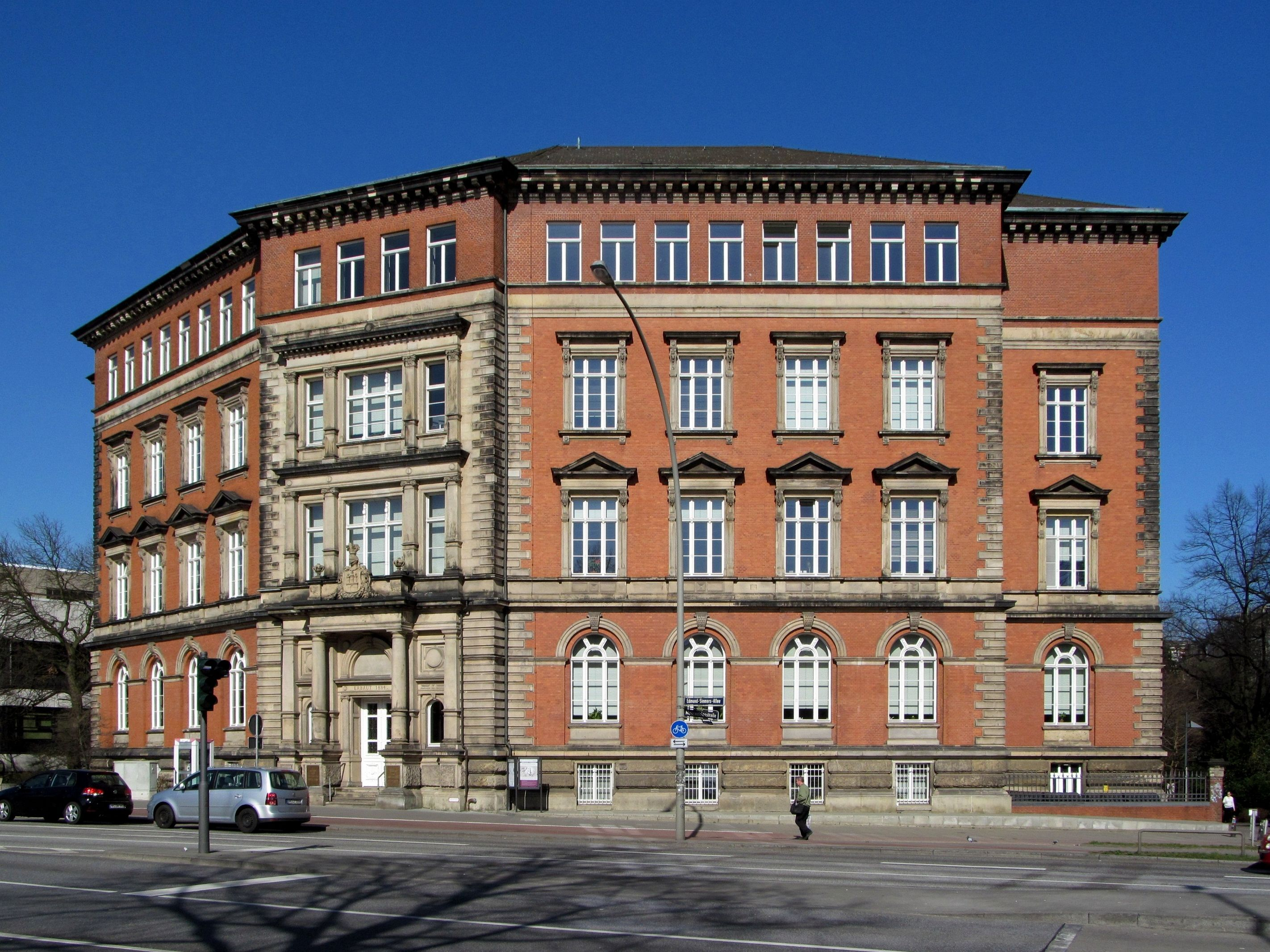
Altes Hauptgebäude des Wilhelm-Gymnasiums von C.J.C.Zimmermann, heute zur SUB Hamburg gehörig

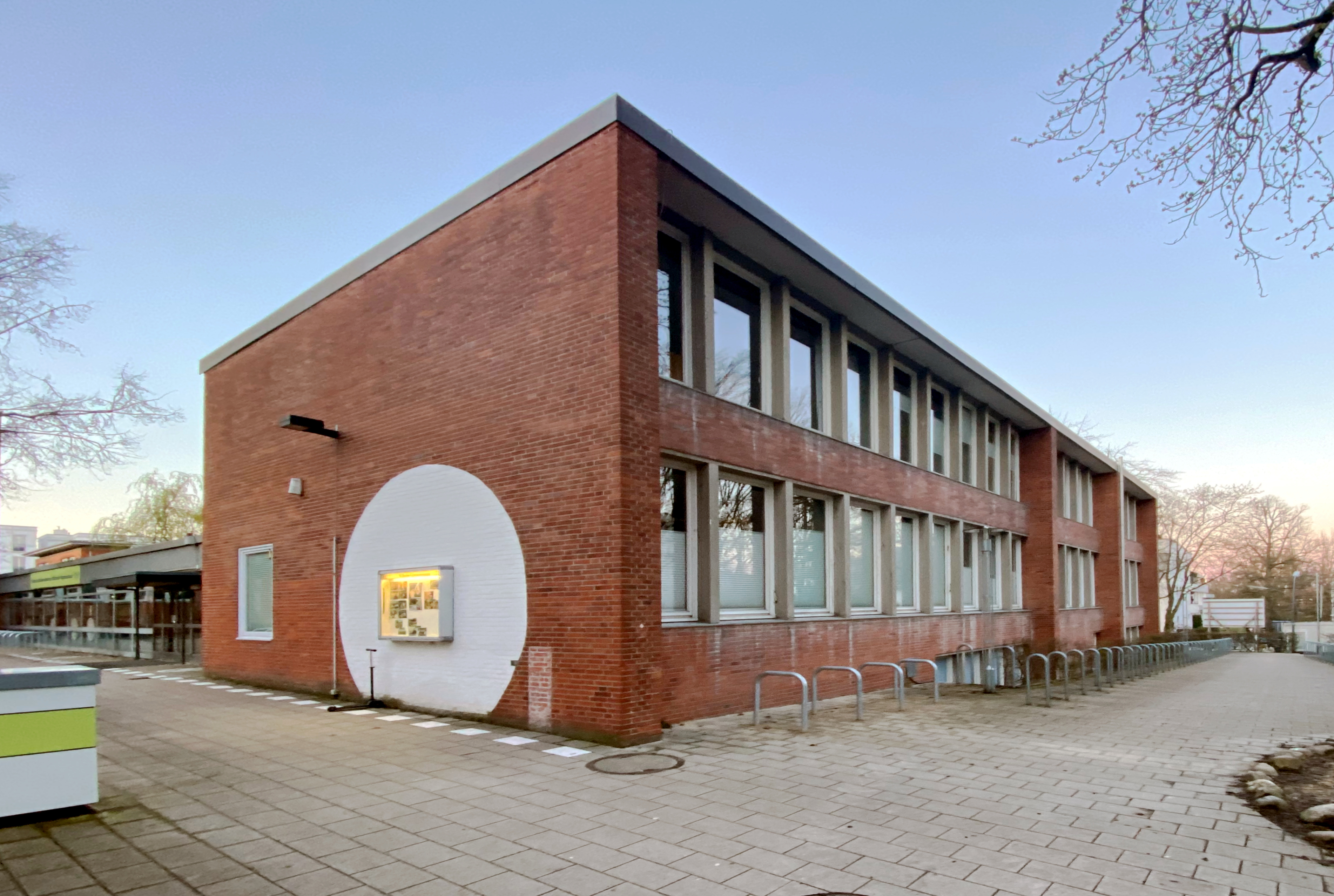
Verwaltungstrakt mit Eingang (links)

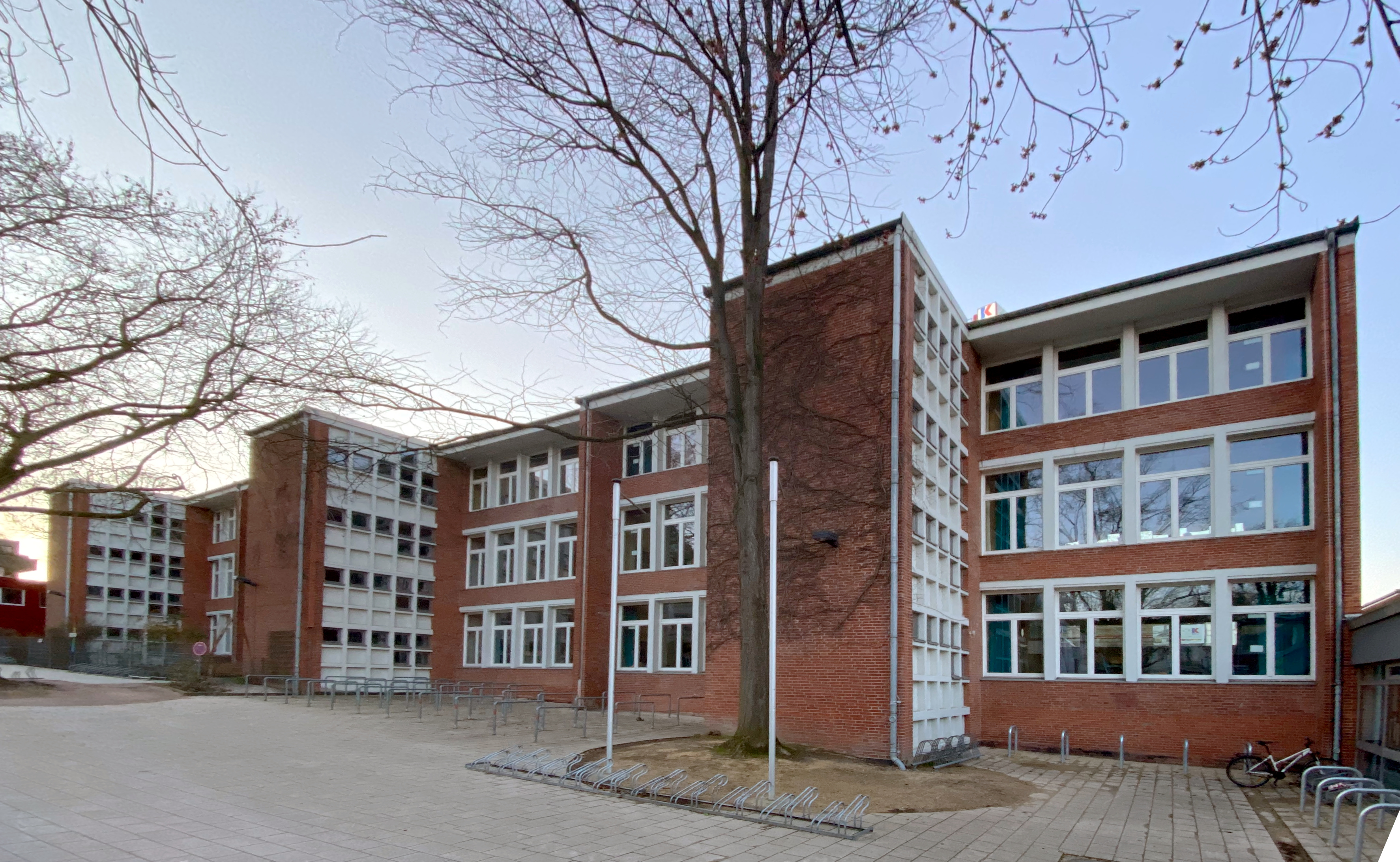
Klassenhaus

Das Gymnasium wurde 1881 als Neue Gelehrtenschule gegründet. Der Name nahm Bezug auf die seit 1529 bestehende Gelehrtenschule des Johanneums als ältestem Gymnasium Hamburgs. 1883 benannte der Senat die Schule zu Ehren Kaiser Wilhelms I. in Wilhelm-Gymnasium um. Von 1883 bis 1885 wurde an der damaligen Nordwestecke der Moorweide nach Plänen des Hamburger Architekten Carl Johann Christian Zimmermann ein Neubau für das Gymnasium errichtet. Das zweiflüglige Gebäude in der Moorweidenstraße 40 hatte ursprünglich drei Stockwerke, später wurde das Dachgeschoss ausgebaut.
Das Gymnasium war als aufwachsende Schule gegründet worden, zuerst wurden also Schüler der unteren Jahrgänge aufgenommen. Zu Ostern 1887 erhielten die ersten beiden Oberprimaner das Reifezeugnis, zu Michaelis 1887 folgten weitere sieben Abiturienten. Diese geringen Zahlen erklären sich aus der anfänglichen Einzügigkeit in der Unter- und Oberprima, wurden aber auch in den folgenden Jahren nicht wesentlich höher. Dazu trugen die hohen Ansprüchen bei, die sehr stark auf ein Studium zum Dr. phil. oder Volljurist ausgerichtet waren. Viele Schüler gingen nach der Untersekunda ab. Die so erreichte Obersekundareife gab ihnen den Zugang zum verkürzten Militärdienst als Einjährig-Freiwilliger und anschließend den Status als Reserveoffizier – für eine Karriere in den Kaufmannsfamilien und Handelshäusern Hamburgs war das mehr als ausreichend.
Der Erste Weltkrieg griff stark in das Schulleben ein. Kriegsfreiwillige verließen die oberen Klassen, legten teils noch ein Notabitur ab. In Aula, Lichthof und Turnhalle des Schulgebäudes dicht am Dammtorbahnhof wurden Musterungen und andere militärische Veranstaltungen abgehalten. Durch Stellung von Arbeitskommandos und im späteren Verlauf des Kriegs auch durch Kohlemangel fiel immer mehr Unterricht aus. Einberufene Lehrer wurden durch Querversetzungen und Aushilfslehrer mehr schlecht als recht ersetzt. Im Ersten Weltkrieg starben mindestens 157 ehemalige Schüler und 4 Lehrer des Wilhelm-Gymnasiums an Verwundungen und Krankheit. Ihre Namen wurden in Gedächtnistafel eingraviert, die 1921 im Lichthof eingeweiht wurde.
Im Zweiten Weltkrieg wurde die Staats- und Universitätsbibliothek Hamburg am Speersort in der Nacht vom 24. auf den 25. Juli 1943 im Rahmen der „Operation Gomorrha“ ausgebombt, der Großteil des Buchbestandes verbrannte. Die geretteten Bestände wurden im Gebäude des Wilhelm-Gymnasiums untergebracht. Der Schulbetrieb fand 1943 angesichts von „Kinderlandverschickung“ jüngerer Jahrgänge und dem Einsatz der Oberschüler als Luftwaffenhelfer ohnehin nur noch sehr eingeschränkt statt. Das Wilhelm-Gymnasium fand zunächst als zusätzliche „Gastschule“ Unterschlupf in der Albrecht-Thaer-Schule am Holstenglacis. Im Zweiten Weltkrieg starben mindestens 270 ehemalige Schüler des Wilhelm-Gymnasiums.
Die Bibliothek gab das Schulgebäude nach Kriegsende nicht mehr zurück, nach Überlassung durch die Kulturverwaltung begann dort im November 1945 auch der Publikumsverkehr. Heute wird das Gebäude als Altbau der Staats- und Universitätsbibliothek bezeichnet und steht unter Denkmalschutz. Der ehemalige Schulhof auf der Rückseite des Gebäudes ist als Lichthof überbaut.
1952 zog der Schulbetrieb des Wilhelm-Gymnasiums in das Gebäude der Oberschule Eimsbüttel am Kaiser-Friedrich-Ufer um, auch dort als „Gastschule“. 1953 wurden die ersten Mädchen am WG aufgenommen.
1956 begannen die Planungen für einen Schulneubau am Klosterstieg 17 in Hamburg-Harvestehude. Die Entwürfe für die neue Schule stammten von Paul Seitz, Erster Baudirektor und Leiter des Hamburgischen Hochbauamtes. 1961 begann der Bau, die Einweihung fand 1964 statt. Zu den ersten Gebäuden gehören der zweistöckige Verwaltungstrakt am Eingang und das Klassenhaus (heute Unter- und Mittelstufenhaus), ein dreistöckiges Gebäude mit drei Trakten des Schustertyps, also insgesamt 18 Klassenräumen. Der Fachtrakt hatte eine Sheddach-Konstruktion. Der Schulbetrieb im neuerrichteten Campus am Klosterstieg begann zum Beginn des Schuljahrs 1964/65.
1973 wurde die Schule um einen Musikraum und eine Pausenhalle erweitert, im selben Jahr wurde die Turnhalle als Serienbau errichtet. 1980 wurden Pavillons aufgestellt. 1990/91 kam die Aula hinzu, die aus Spendengeldern finanziert war. 1999 wurde ein Neubau für Informations-Technologie und Biologie errichtet, heute das Oberstufenhaus.
2017/18 wurde die sanierungsreife Sporthalle und der Fachtrakt abgerissen, um einem Neubau Platz zu machen. Der Neubau wurde vom Architekturbüro „Hentschel & Oestreich“ geplant, und kombiniert die Turnhalle im Untergeschoss mit Räumen für Fachunterricht im Erdgeschoss und Obergeschoss. Das neue Gebäude wurde Anfang 2022 fertiggestellt.

## Schulprofil
Das heutige Leitbild des Wilhelm-Gymnasiums lautet: „Wir sind ein altsprachliches Gymnasium mit Musikzweig.“
Die Schule ist seit 2009 eine von deutschlandweit achtzehn zertifizierten Club-of-Rome-Schulen und beteiligt sich am Hamburger Modellversuch Selbstverantwortete Schule.

### Altsprachlichkeit
Das Wilhelm-Gymnasium ist eines der altsprachlichen Gymnasien in Hamburg – Latein wird neben Englisch verpflichtend ab der fünften Klasse gelehrt. Ab der 8. Klasse muss eine dritte Fremdsprache gewählt werden, entweder Französisch oder Altgriechisch.
Eine Besonderheit des Wilhelm-Gymnasiums, die sich aus der Altsprachlichkeit ergibt, ist die Klassenfahrt nach Rom, die jeweils der 9. Jahrgang unternimmt. Das Wilhelm-Gymnasium ist zusammen mit Christianeum, Johanneum, Matthias-Claudius-Gymnasium und der katholischen Sankt-Ansgar-Schule Mitglied in der Arbeitsgemeinschaft der Elternräte und Freunde der Humanistischen Gymnasien Hamburgs, und veranstaltet zusammen mit diesen Schulen alle zwei Jahre den „Römertag“.

### Musikzweig
1983 wurde am Wilhelm-Gymnasium der Musikzweig eingerichtet, seitdem gehört das Gymnasium zu den Hamburger Schulen mit besonderem musikalischen Profil. Pro Jahrgang gibt es eine Musikklasse, für die das Erlernen eines Orchester-Instruments verpflichtend ist. Der Einzelunterricht am Instrument erfolgt dabei privat. In der Unterstufe spielt die Musikklasse geschlossen als Klassenorchester, danach wechseln die Schülerinnen und Schüler je nach Instrument und Neigung in das große Orchester, die Junior Big Band oder einen der Chöre. Bei besonderer Eignung erfolgt nach der 9. oder 10. Klasse der Übertritt zum Kammerorchester, zur Großen Big Band oder in einen der Oberstufenchöre. Diese Ensembles stehen auch Schülern außerhalb der Musikklasse offen. In der Oberstufe bietet das Wilhelm-Gymnasium ein künstlerisches Profil an, bei dem Musik (oder Kunst) das profilgebende Fach ist. Somit kann Musik als Abitur-Fach gewählt werden.
Musikalische Höhepunkte des Schuljahres sind die Weihnachtskonzerte in St. Johannis-Harvestehude, die Orchester- bzw. Big-Band-Fahrten und -Probenwochenenden, der Talenteschuppen als Werkstatt zum musikalischen Ausprobieren, das Wandelkonzert und das Singfest. Die Big Band der Schule heißt Willie´s Groove, und wurde 1990 von Lutz Kannenberg gegründet. Die Big Band tritt auch außerhalb der Schule auf, und nimmt an Wettbewerben wie Jugend jazzt teil.

### Sport
Am 1. Juni 1888 gründeten Untersekundaner des Wilhelm-Gymnasiums den Hamburger Fußball-Club (HFC), einen der Vorgänger des Hamburger Sportvereins.
Der Schulruderverein Gymnasial Ruderverein Hamburg (GRV„H“) wurde 1909 von Primanern gegründet. 1937 wurde er verboten, nach Kriegsende lebte der Verein wieder auf. Der Verein steht Schülern der Mittel- und Unterstufe offen. Gegenwärtig hat der Verein über 50 Mitglieder ab der 6. Klasse. Gerudert wird vom Steg des Hamburger und Germania Ruder Club (DHuGRC), am Alsterufer. Seit seiner Gründung ist der GRV„H“ dem DHuGRC freundschaftlich, seit 1970 auch vertraglich verbunden. Jungen und Mädchen, welche an höherrangigen Regatten teilnehmen möchten, werden vom Clubtrainer betreut.
Wochenendfreizeiten, Trainingslager und gelegentlich auch Wanderfahrten werden von den Trainern, Betreuern und Protektoren angeboten. In den letzten 25 Jahren haben fast immer Mannschaften des WGs am Bundesfinale der Schülerruderer Jugend trainiert für Olympia in Berlin teilgenommen und kamen dabei dreizehn Mal auf Medaillenränge.

## Bekannte Lehrer und ehemalige Schüler
Seit der Gründung 1881 hatte das Wilhelm-Gymnasium mehr als 15 Schulleiter. Die bekannten Lehrer waren ganz überwiegend promovierte Altphilologen oder Historiker.
Zu den bekanntesten ehemaligen Schülern des Wilhelm-Gymnasiums zählen u. a. der Physik-Nobelpreisträger James Franck (Abitur 1902), der von der Rote Armee Fraktion ermordete Bankvorstand Jürgen Ponto (Abitur 1942), und der Kultur- und Musikkritiker Joachim Kaiser (Abitur 1948).
Eine ganze Reihe von bekannten Schülern des WG wurden in der Zeit des Nationalsozialismus als jüdisch verfolgt und in die Emigration gezwungen, darunter der Grafiker H. A. Rey (Abitur 1916), Schöpfer der Kinderbuchreihe „Curious George“. Auch der Physiker James Franck emigrierte. Die WG-Schüler Reinhold Meyer und Albert Suhr (beide Abitur 1940) waren Mitglied der Weißen Rose Hamburg, und bezahlten dafür mit Haft bzw. ihrem Leben. Hingegen war Karl Retzlaff (Abitur 1910) Befehlshaber der Ordnungspolizei in Hamburg, zuletzt im Range eines SS-Gruppenführers. Der Jurist Curt Rothenberger (Abitur 1914) war u. a. Staatssekretär im Reichsministerium der Justiz, und wurde im Nürnberger Juristenprozess 1947 schuldig gesprochen.